# Meridional
Meridional (latim, meridionális,e 'id.', de meridìes,ei 'meio-dia; a posição do sol ao meio-dia, sul) é uma qualificação que abrange tudo o que se refere a sul ou austral. Opõe-se a setentrional. Para compreender a etimologia da palavra é preciso visualizar-se no hemisfério norte, onde se situavam os povos que criaram o termo. Nesses locais, ao meio-dia, o Sol sempre se encontra a sul do zênite (exceto em latitudes inferiores à do Trópico de Câncer, nas quais o Sol pode se encontrar no zênite, e até a norte dele, em certos períodos do ano). Assim, a direção apontada pelo Sol ao meio-dia é o Sul, na maior parte do ano, para grande parte dos habitantes do hemisfério norte.